# Machakos (stad)
Machakos is een stad in Kenia, op 64 km ten zuidoosten van Nairobi. Het is de hoofdstad van het district Machakos in de provincie Mashariki.

## Beschrijving
Machakos werd in 1899 gesticht, tien jaar voor Nairobi, en was het het eerste bestuurlijke centrum van de Britse kolonie. Hierna verhuisde het bestuurlijke centrum naar Nairobi. Het bevolkingsaantal groeit snel. In 1999 telde de stad 144.109 inwoners.
In de omgeving wonen met name Akamba's. Machakos wordt omgeven door een heuvelachtig terrein met een groot aantal familieboerderijen. Een belangrijke plek is de Machakos Sports Club, dat een golfbaan heeft van negen holes.

## Onderwijs
De belangrijkste scholen in Machakos zijn:
- Machakos Primary School
- Machakos Boys School
- Mumbuni High School

## Geboren
- Mike Musyoki (1965), langeafstandsloper
- Patrick Ivuti (1978), langeafstandsloper
- Joseph Mutua (1978), middellangeafstandsloper

## Trivia
- De vredesbesprekingen die op 20 juli 2002 in Machakos werden gehouden resulteerden in het Machakos Protocol. Dit was de eerste stap in het einde van de 19-jarige burgeroorlog.